# 六分儀座V3961
六分儀座V3961，又名CD-4013514，HD 187474、SAO 229903、HR 7552，是六分儀座的一颗恒星，视星等为5.33，位于銀經0.03，銀緯-28.05，其B1900.0坐标为赤經19h 45m 3.2s，赤緯-40° -28.05′ 40″。